# Вінтроп Грехем
Вінтроп Грехем (англ. Winthrop Graham; 17 листопада 1965, Сент-Елізабет, Ямайка) — ямайський легкоатлет, що спеціалізувався з бігу на 400 метрів.
Дворазовий призер літніх Олімпійських ігор, триразовий призер чемпіонатів світу з легкої атлетики, чемпіон та призер Панамериканських ігор.
Двічі, у 1992 та 1993 роках, визнавався спортсменом року на Ямайці.

## Виступи на Олімпіадах
| Олімпіада      | Дисципліна             | Місце  |
| -------------- | ---------------------- | ------ |
| Сеул 1988      | 400 метрів з бар'єрами | 5      |
| Сеул 1988      | естафета 4×400 метрів  | 2      |
| Барселона 1992 | 400 метрів з бар'єрами | 2      |
| Атланта 1996   | 400 метрів з бар'єрами | участь |

## Особисте життя
Одружений з німецькою легкоатлеткою Івон Грабнер-Май.